# Alexandr Kuprin
Alexandr Ivanovič Kuprin, rusky Александр Иванович Куприн ( 26. srpnajul. / 7. zářígreg. 1870 – 25. srpna 1938, Leningrad) byl ruský spisovatel tatarského původu, autor novoromantických a psychologických próz odehrávajících se buď v exotickém prostředí, nebo na jihu Ruska. K nejznámějším patří novely Jáma a Souboj. Granátový náramek zfilmoval roku 1965 Mosfilm, režii měl Abram Room.

## Život a dílo
Novela Jáma vyvolala skandál tím, že pojednávala o prostituci. I Lev Tolstoj novelu kritizoval za přílišný naturalismus. Souboj zase vyvolal odpor carské armády, neboť realisticky popisoval život v ní, který Kuprin velmi dobře znal. Sám vystudoval vojenskou akademii a byl několik let profesionálním vojákem. Alexandr Kuprin v dopise své ženě přiznal, že název Souboj zvolil proto, že v novele vyzval na souboj carskou armádu, která "mrzačí duši a ubíjí v člověku to nejlepší".
Česky vyšel soubor jedenácti povídek Manéž světa, jsou to příběhy ztracených existencí, podivínů a lidí, kterými společnost opovrhovala (cirkusoví artisté, vysloužilí herci, starci).
Ve výboru devatenácti povídek Podzimní květy dominuje příběh Sulamit -  láska moudrého krále Šalamouna k mladičké dívce a také povídka Olesja, milostný příběh dívky nařčené z čarodějnictví.
Nástup bolševiků roku 1917 vnímal Kuprin rozporuplně. Pocházel ze šlechtické rodiny, která však zchudla již v 19. století. Přátelil se s Maximem Gorkým, Lenina obdivoval a dokonce se s ním sešel a připravil na jeho žádost plán reforem venkova, zároveň ho však zneklidňovaly některé tyranské postupy zejména tajné policie. Nakonec, když se během občanské války dostal na území bělogvardějců, se rozhodl z Ruska odjet. V letech 1919 – 37 žil v exilu, nejprve krátce ve Finsku a poté ve Francii. Snášel ho však velice těžce. Žil v chudobě, chronické nostalgii a propadl alkoholismu. Na závěr svého života se proto vrátil do Sovětského svazu. Byl uvítán a opečováván oficiálním Svazem spisovatelů. Všechna svá hlavní díla vytvořil před rokem 1919. Jeho dílo překládali do češtiny např. Libuše Baudyšová, Zdeňka Psůtková, František Zpěvák a další.
Je pochován v Sankt-Petěrburgu.

## Fotogalerie

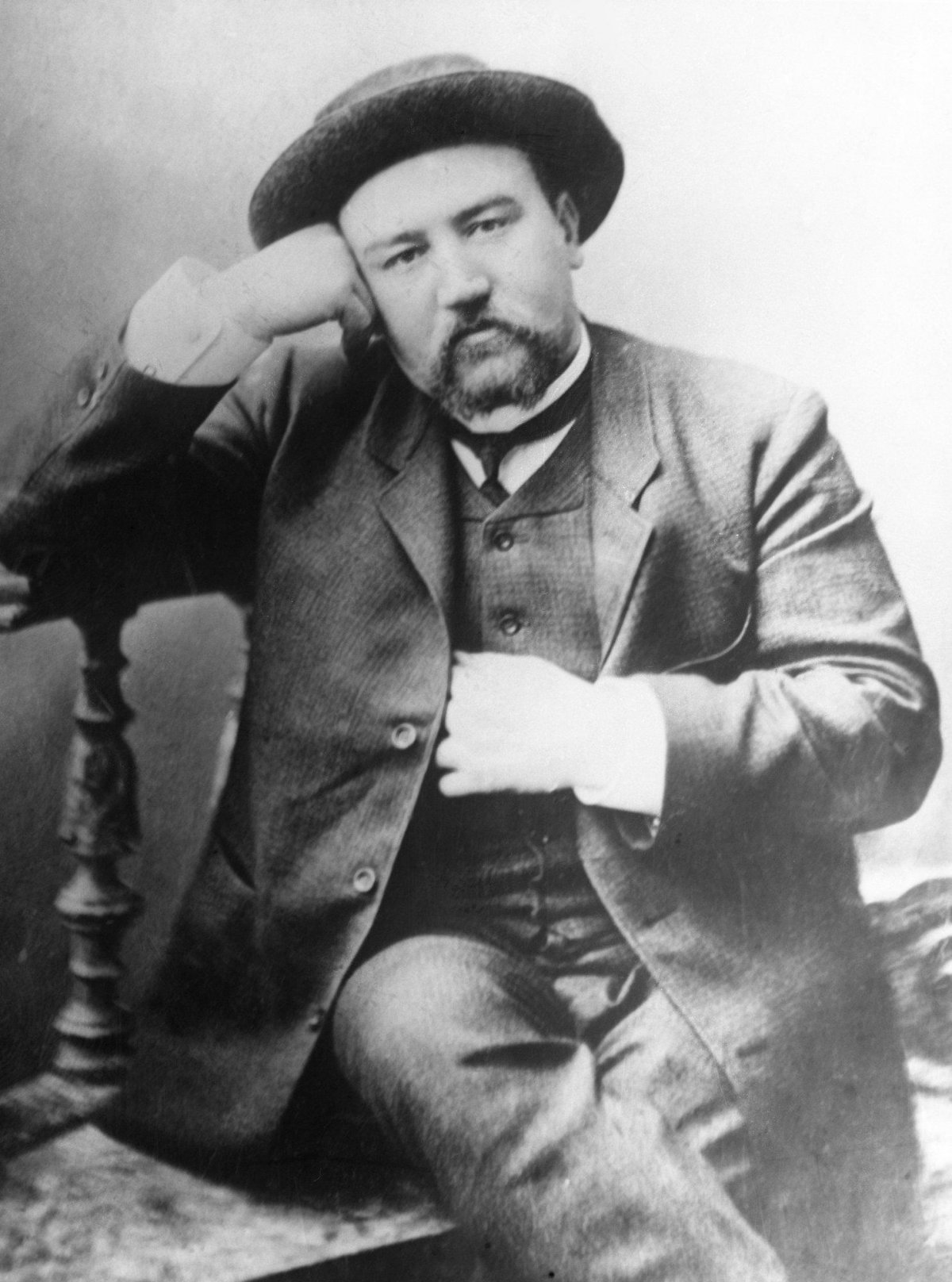
Alexandr Ivanovič Kuprin (1910)
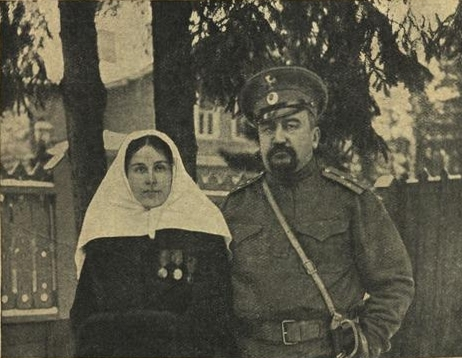
Alexander Ivanovič Kuprin v uniformě (1914)
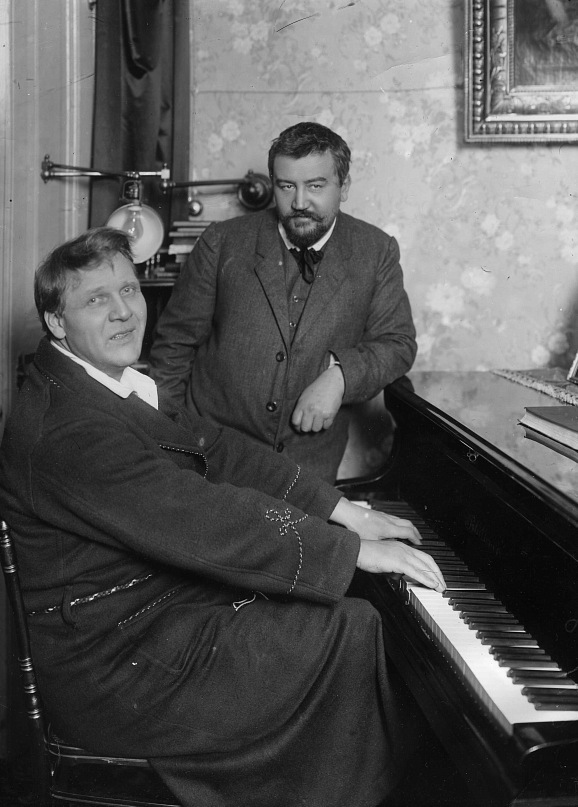
Zleva: Fjodor Ivanovič Šaljapin (sedící) a Alexandr Ivanovič Kuprin
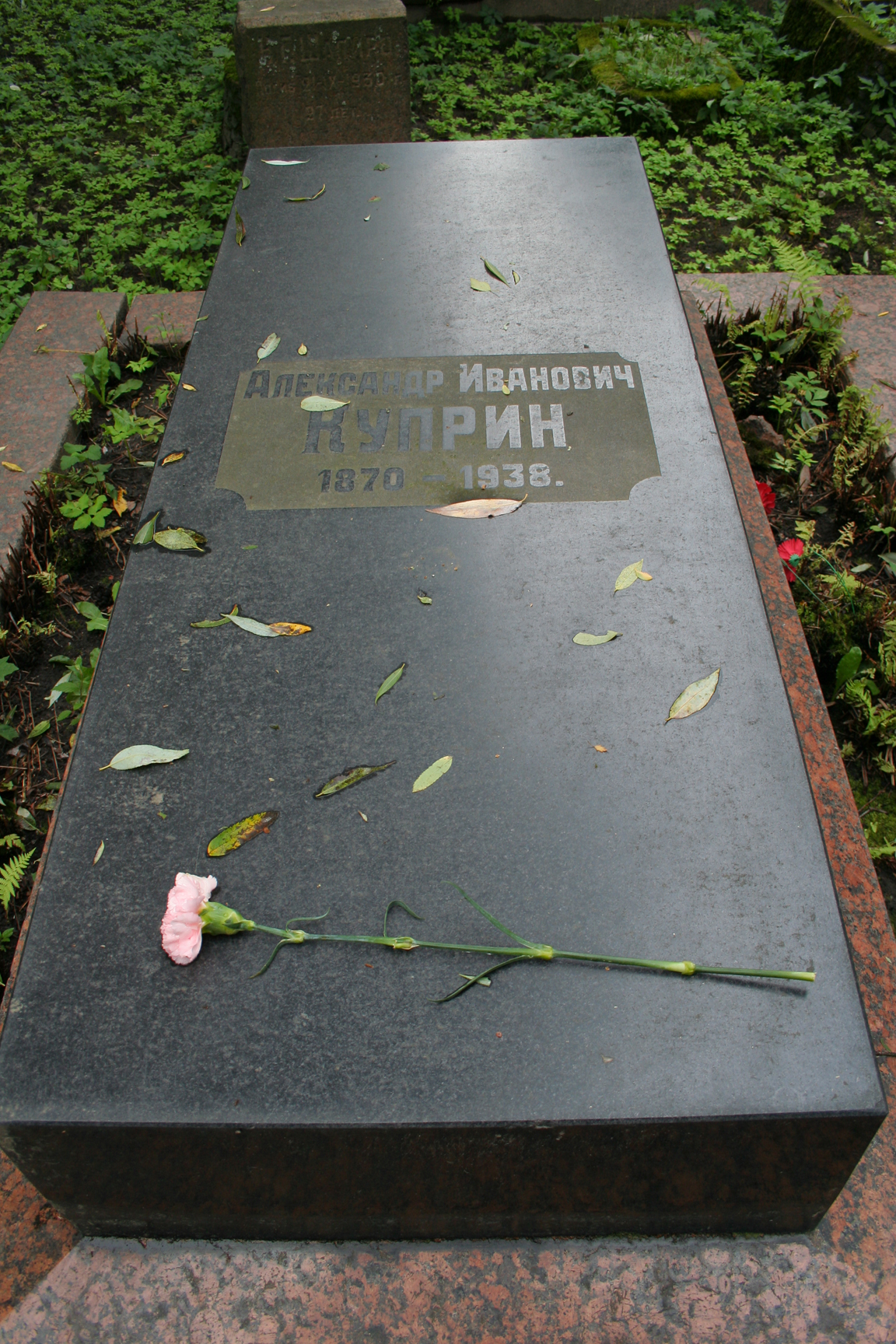
Hrob v Sankt-Petěrburgu (Volkovský hřbitov)